# Катастрофа Fw 200 в Лавангене
Катастрофа Fw 200 в Лавангене — крупная авиационная катастрофа, произошедшая в среду 11 октября 1944 года с транспортным самолётом Focke-Wulf Fw 200 C-4 Condor немецких ВВС у коммуны Лаванген, при этом погиб 51 человек.

## Экипаж
Экипаж самолёта в роковом вылете состоял из пяти человек:
- Командир корабля — лейтенант Ханс Гилберт (нем. Hans Gilbert)
- Помощник командира корабля — обер-фельдфебель Герт Йохумс (нем. Gert Jochums)
- Бортрадист — обер-фельдфебель Мартин Хохмут (нем. Martin Hochmuth)
- Бортмеханик — фельдфебель Хуберт Ланггут (нем. Hubert Langguth)
- Навигатор — фельдфебель Ханс Праль (нем. Hans Prahl)

## Катастрофа
7 октября 1944 года советские войска начали Петсамо-Киркенесскую операцию по освобождению Северной Норвегии от немецких войск, в связи с чем последние начали эвакуацию вспомогательного персонала из северных регионов Скандинавского полуострова, при том были задействованы и разведывательные самолёты, включая Focke-Wulf Fw 200 Condor. Утром 11 октября Fw 200 C-4 с бортовым номером F8+ES (заводской — 0163) в 07:10 вылетел из Лаксэльва (регион Финнмарк) и через 45 минут прибыл в Кааманен (Инари, Финляндия), где на борт сели 34 пассажира, после чего самолёт вернулся в Лаксэльв, где дополнительно забрал ещё 15 пассажиров. Всего на борту находились 46 пассажиров, включая 5 мужчин-военных и 41 женщину-медика, и 5 членов экипажа (изначально экипаж состоял из 6 человек, но один из бортрадистов решил остаться в Лаксэльве), когда «Фокке-Вульф» вылетел в Тронхейм (регион Трёнделаг).
Однако когда примерно в 12:45 борт F8+ES пролетал над фьордом Лаванген, у него неожиданно отделилась хвостовая часть. Не имея возможности продолжать полёт, самолёт рухнул в воды фьорда, а все летевшие в нём погибли. Всего найти удалось 42 тела, которые захоронили на кладбище в Нарвике. По масштабам, это крупнейшая авиационная катастрофа на материковой части Норвегии. Занимает второе место среди крупнейших авиационных катастроф Второй мировой войны; крупнейшая катастрофа в истории немецких ВВС.

## Причины
В январе 1945 года следственная комиссия завершила расследование, придя к выводу, что борт F8+ES не был атакован советской или союзнической авиацией, а разрушение конструкции произошло вследствие отказа конструкции, чему способствовали высокая загрузка самолёта и сильные ветра над фьордом.